# Keleminovec
Keleminovec je naseljeno mjesto u Republici Hrvatskoj u Zagrebačkoj županiji. 

## Zemljopis
Administrativno je u sastavu grada Svetog Ivana Zeline. Naselje se proteže na površini od 0,89 km². 

## Stanovništvo
Prema popisu stanovništva iz 2001. godine u Keleminovcu živi 140 stanovnika i to u 39 kućanstava. Gustoća naseljenosti iznosi 157,30 st./km².
| broj stanovnika | 124   | 118   | 125   | 145   | 166   | 179   | 183   | 182   | 194   | 180   | 180   | 277   | 154   | 137   | 140   | 116   | 106   |
|                 | 1857. | 1869. | 1880. | 1890. | 1900. | 1910. | 1921. | 1931. | 1948. | 1953. | 1961. | 1971. | 1981. | 1991. | 2001. | 2011. | 2021. |